# Sufragio femenino en Paraguay
El sufragio femenino en Paraguay tuvo lugar por primera vez en 1961, tras la promulgación de la ley 704/61, de derechos políticos de la mujer. Las mujeres paraguayas fueron las últimas en Sudamérica en conquistar su derecho a la ciudadanía política por ley. 

## Antecedentes
La ley de igualdad civil y política fue presentado por primera vez, en el año 1919, por el diputado republicano, Telémaco Silvera junto al radical Lisandro Díaz León. Silvera mantenía correspondencia con la feminista correspondencia con la feminista uruguaya, Paulina Luis, y ambos diputados apoyaron al  año siguiente la creación del Centro Feminista.
Este conciso proyecto decía:
"El Senado y Cámara de Diputados de la Nación Paraguaya, reunidos en Congreso sancionan con fuerza la Ley:
Art. 1°. Tendrán derecho a ser empadronadas las mujeres mayores de 18 años de edad sin restricción alguna.
Art. 2°. A los efectos de esta ley, quedan equiparados sus derechos políticos a los del ciudadano.
Art. 3°. Comuníquese al P.E.
Telémaco Silvera.
Diputado por el 4° Departamento. Asunción, Mayo 28/1919".
1929. El segundo intento-también fallido- de una ley de voto femenino fue presentado por los republicanos Juan León Mallorquín y Antonio Sosa, y el liberal S. Fernández .
1951. El doctor Hipólito Sánchez Quell Archivado el 13 de diciembre de 2020 en Wayback Machine. (ANR) redactó otro proyecto de igualdad de los derechos políticos, influido quizá por la ratificación de las Convenciones Interamericanas de 1948.
7 de junio de 1951- Se crea la Liga Paraguaya de los Derechos de la Mujer, fundada por:  la Dra. en Derecho Mercedes Sandoval de Hempel junto a la republicana, Isabel Arrúa Vallejos y otras profesionales mujeres. Recibe el apoyo de la Comisión Interamericana de Mujeres (CIM) de la OEA  y de la Liga de Mujeres Votantes de los EE. UU.
1952. El Dr. Manuel B. Mongelós redacta otro proyecto de igualdad civil y política.

## El derecho al voto de las  mujeres paraguayas
Tras una década de luchas por la igualdad política, se promulga en 1961 la Ley de Derechos Políticos de la Mujer que permite a las paraguayas ejercer el derecho a voto. El texto que consagró este derecho fue escueto: Artículo 1 de la Ley 704/61: "Reconócese a la mujer los mismos derechos y obligaciones políticos que al hombre".
Las mujeres paraguayas fueron las últimas del continente en conquistar su derecho a la ciudadanía política por esta Ley, las uruguayas -primeras latinoamericanas en ejercer la ciudadanía política ya votaban desde 1938, y las mujeres de Nueva Zelanda contaban con ese derecho desde 1893, a finales del siglo anterior.

## Fuente